# Leuris Pupo
Leuris Pupo Requejo (ur. 9 kwietnia 1977 w Holguín) – kubański strzelec sportowy specjalizujący się w konkurencjach pistoletowych, złoty i srebrny medalista olimpijski, sześciokrotny olimpijczyk (Sydney, Ateny, Pekin, Londyn, Rio de Janeiro, Tokio), wielokrotny mistrz Ameryki, złoty medalista igrzysk panamerykańskich i igrzysk Ameryki Środkowej i Karaibów.

## Życiorys
Kubańczyk zaczął uprawiać sport w 1987 roku. Jest praworęczny, mierzy z broni prawym okiem.

## Przebieg kariery
Pierwsze zawody z jego udziałem miały miejsce w 1997, wówczas kubański strzelec wystąpił w zawodach Pucharu Świata w Hawanie, gdzie zajął 6. pozycję. Rok później udało mu się jedyny jak dotąd raz wygrać zmagania tej rangi, poza tym wywalczył pierwsze w karierze medale igrzysk Ameryki Środkowej i Karaibów. W 1999 zadebiutował zaś na igrzyskach panamerykańskich, gdzie startował w konkurencji strzelania z pistoletu szybkostrzelnego 25 m, ale nie otrzymał medalu (w finale zajął 5. pozycję).
W pierwszym starcie olimpijskim, podczas zmagań w Sydney, wystąpił w konkurencji pistolet szybkostrzelny 25 m. Zajął w końcowej tabeli wyników 9. pozycję z rezultatem 584 pkt.
W 2002 brał udział w mistrzostwach świata w Lahti. Brał udział jedynie w konkurencji strzelania z pistoletu szybkostrzelnego 25 m, w której zajął odległą 49. pozycję w końcowej tabeli. Na igrzyskach panamerykańskich rozgrywanych w Santo Domingo otrzymał pierwszy w karierze medal tych igrzysk, wówczas zdobył złoty medal w konkurencji strzelania z pistoletu szybkostrzelnego z 25 metrów.
W kolejnych występach olimpijskich także brał udział w konkurencji pistolet szybkostrzelny 25 m. W Atenach zajął 8. pozycję z wynikiem 585 pkt (odpadł w eliminacjach), natomiast w Pekinie uplasował się na 7. pozycji z rezultatem 578 pkt (również odpadł w fazie eliminacyjnej).
W 2012 zdobył złoty medal olimpijski w swej specjalności. Kubańczyk w finale uzyskał rezultat 34 punktów. Cztery lata później nie udało mu się obronić tytułu mistrza olimpijskiego, w finale zajął on 5. pozycję z wynikiem 18 pkt. Na igrzyskach w Tokio wywalczył drugi medal olimpijski w konkurencji strzelania z pistoletu szybkostrzelnego z odległości 25 metrów – w finale uzyskał wówczas 29 punktów i przegrał jedynie z Francuzem Jeanem Quiquampoix'em.
Jesienią 2022 roku został pierwszym kubańskim sportowcem, który zapewnił sobie bezpośredni awans na letnie igrzyska olimpijskie w Paryżu.
Poza licznymi sukcesami olimpijskimi oraz medalami wywalczonymi na igrzyskach panamerykańskich oraz igrzyskach Ameryki Środkowej i Karaibów, zdobywał też medale mistrzostw Ameryki – na czempionatach w latach 2010-2022 zdobył indywidualnie cztery tytuły mistrza kontynentu w konkurencji strzelania z pistoletu szybkostrzelnego z 25 m, jak również wywalczył brązowy medal na mistrzostwach w Guadalajarze w 2014 roku (w konkurencji pistolet standardowy 25 m).

### Igrzyska olimpijskie
| Igrzyska | Miejscowość    | Konkurencja                   | Kwalifikacje | Kwalifikacje | Finał                  | Finał                  |
| Igrzyska | Miejscowość    | Konkurencja                   | Wynik        | Pozycja      | Wynik                  | Pozycja                |
| -------- | -------------- | ----------------------------- | ------------ | ------------ | ---------------------- | ---------------------- |
| IO 2000  | Sydney         | Pistolet szybkostrzelny, 25 m | 584          | 9.           | Nie zakwalifikował się | Nie zakwalifikował się |
| IO 2004  | Ateny          | Pistolet szybkostrzelny, 25 m | 585          | 8.           | Nie zakwalifikował się | Nie zakwalifikował się |
| IO 2008  | Pekin          | Pistolet szybkostrzelny, 25 m | 578          | 7.           | Nie zakwalifikował się | Nie zakwalifikował się |
| IO 2012  | Londyn         | Pistolet szybkostrzelny, 25 m | 586          | 3. Q         | 34 =                   | złoto                  |
| IO 2016  | Rio de Janeiro | Pistolet szybkostrzelny, 25 m | 583          | 6. Q         | 18                     | 5.                     |
| IO 2020  | Tokio          | Pistolet szybkostrzelny, 25 m | 583          | 5. Q         | 29                     | srebro                 |